# Alžírská smlouva

Saddám Husajn a Muhammad Rezá Pahlaví při podpisu

Alžírská smlouva je irácko-íránská mezinárodní smlouva uzavřená 6. března 1975 a upravující průběh státní hranice mezi oběma státy.
Chúzistán podle ní připadl Íránu (hranici tvoří linie nejhlubšího dna řeky Šatt al-Arab), který musel vrátit tři ostrovy v Hormuzském průlivu, jichž se zmocnil v roce 1971, a současně se zavázal, že přestane podporovat irácké Kurdy. Irácká strana jednostranně oznámila 17. září 1980 její zrušení. Po skončení irácko-íránské války byla roku 1990 její platnost obnovena.